# No, It Isn't
No It Isn't è un singolo dei +44, conosciuti anche come (+44) o Plus 44.

## Tema
Come dichiarato in diverse occasioni da Hoppus, il pezzo parla dello scioglimento dei blink-182 ed in particolare, dei rapporti ormai deteriorati con Tom DeLonge.

## Formazione
- Mark Hoppus - voce, basso
- Shane Gallagher - seconda voce, chitarra
- Craig Fairbaugh - chitarra
- Travis Barker - batteria